# Rödermark
Rödermark est une municipalité allemande située dans le land de la Hesse et l'arrondissement d'Offenbach.

## Personnalités liées à la ville
- Nikolaus Schwarzkopf (1884-1962), écrivain né à Urberach.